# Цар-Петрово
Ца̀р-Петро̀во е село в Северозападна България. То се намира в община Кула, област Видин.

## География
Цар-Петрово е село в Северозападна България с разнообразен релеф. Намира се на 25 km от Видин и на 15 km от Кула.

## История
Легенда гласи, че накрая на селото е загинал цар Петър и оттам то носи името си.
Според други източници селото е възникнало през второта половина на 19век. Това е легенда. Съществуват сведения за селото от средата на 15 век. В османски регистър от 1454 – 1455 г. то присъства с името Турчин и в него живеят 9 домакинства и една вдовица. Друга легенда разказва, че там се били заселили бежанци от Тетевен, които били принудени да напуснат родните си места от османска орда, която опожарява непокорния Тетевен. Отказалите да приемат мюсюлманската вяра били прокуждани, а къщите им опожарявани. Група от тези бежанци потърсили убежище в земите северозападно от гр. Видин и получили разбиране и земя от тамошния турски владетел. В негова чест кръстили селото Турчин. По-късно след освобождението е прекръстено с родолюбивото българско име – Цар-Петрово.
През 1945 година в селото е създадено едно от първите Трудови кооперативни земеделски стопанства (ТКЗС) в Кулско, в което първоначално се включват 45 семейства. То получава името „5 партизани“, в чест на убитите петима партизани от селото. В нощта на 2 срещу 3 август 1950 година селото е засегнато от масирана акция на режима, при която хиляди хора във Видинско и Кулско са взети от домовете им и изселени в различни части на страната, а ръководителят на кампанията генерал Благой Иванов лично пребива селяни от Цар-Петрово, отказващи да влязат в ТКЗС. По това време и след Кулските събития през следващата година 5 семейства (17 души) от селото са принудително изселени.

## Население
Преброяване на населението през 2011 г.
Численост и дял на етническите групи според преброяването на населението през 2011 г.:
|                     | Численост | Дял (в %) |
| Общо                | 297       | 100,00    |
| Българи             | 295       | 99,32     |
| Турци               | 0         | 0,00      |
| Цигани              | 0         | 0,00      |
| Други               | 0         | 0,00      |
| Не се самоопределят | 0         | 0,00      |
| Неотговорили        | 0         | 0,00      |

## Обществени институции
Селото има читалище с библиотека, киносалон и основно училище.

## Културни и природни забележителности
В Цар-Петрово въздухът е чист. Селото е рядко населено, а трафикът – нищожен. Селото е идеално за почивка през уикенда, а цените на имотите са ниски. В Цар-Петрово се намира и една от малкото ферми за калифорнийски червей (Eisenia foetida).

## Личности
Мика Петкова Стоянова (29.07.1912) – навършила 100 години на 29.07.2012 г.